# Al-Hudżajrat
Al-Hudżajrat (arab. الحجيرات) – miejscowość w Egipcie, w muhafazie Kina. W 2006 roku liczyła 18 355 mieszkańców.